# Peter Gessner
Peter Gessner (* 29. Oktober 1939 in Niederschlag (Bärenstein); † 4. April 2019 in Stuttgart)  war ein deutscher Wirtschaftsmathematiker. Er war emeritierter Professor und Manager.

## Leben
Gessner studierte Mathematik an der Technischen Universität München, an der er promoviert und habilitiert wurde. 1972 folgte er einem Ruf der Universität Karlsruhe auf den Lehrstuhl für Operations Research. 1984 folgte Gessner einem Ruf der Universität Ulm. Hier übernahm er den Lehrstuhl für Unternehmensplanung, den er bis 2005 innehatte. 
1973 wurde Gessner in der Vorstand der Allianz Lebensversicherung aufgenommen. Ab 1981 verantwortete er den Bereich der strategischen Planung des Gesamtkonzerns, 1983 verließ er den Vorstand. 1987 war er maßgeblich in verantwortlicher Position an der Gründung der db-Leben, der Lebensversicherung der Deutschen Bank, beteiligt, die vom damaligen Vorstandssprecher Alfred Herrhausen vor dem Hintergrund des damals umgreifenden Bancassuranceansatzes angestoßen worden war. 1990 gründete er die Peter Gessner & Partner GmbH, die später als COR AG börsennotiert war und 2009 in der COR&FJA aufging.
Gessners Schwerpunkt in der akademischen Forschung und Lehre lag im Bereich Finanzdienstleistungen und dabei insbesondere bei Fragestellungen zu Versicherungen. Er legte den Grundstein für das Institut für Finanz- und Aktuarwissenschaften, das diesen Ansatz in Zusammenarbeit mit der Ulmer Universität vorantreibt. Insbesondere mit der Transparenz im Lebensversicherungsgeschäft setzte er sich auseinander. Seine Arbeiten waren einerseits Grundlage für den ab Beginn der 1980er Jahre vom Bundesamt für das Versicherungswesen von Lebensversicherungen eingeforderten Finanzierbarkeitsnachweis für die vom Versicherungsvermittler potentiellen Versicherungskunden im Rahmen der Beratung vorgelegten Wertentwicklungen der Überschussbeteiligung, andererseits setzte er die Transparenzanforderungen bei der Lebensversicherung der Deutschen Bank in die Praxis um, indem Kunden die Entwicklung ihres Versicherungsguthabens und die anteiligen Kosten offengelegt wurden.